# Mount Gerlache
Mount Gerlache ist ein markanter und 980 m hoher Berg an der Scott-Küste des ostantarktischen Viktorialands. Er ragt an der Nordostflanke des Larsen-Gletschers zwischen dem Widowmaker Pass und dem Backstairs-Passage-Gletscher auf. 
Teilnehmer der Discovery-Expedition (1901–1904) unter der Leitung des britischen Polarforschers Robert Falcon Scott entdeckten und benannten ihn. Namensgeber ist der belgische Polarforscher Adrien de Gerlache de Gomery (1866–1934).